# ウェルシュ・コーギー

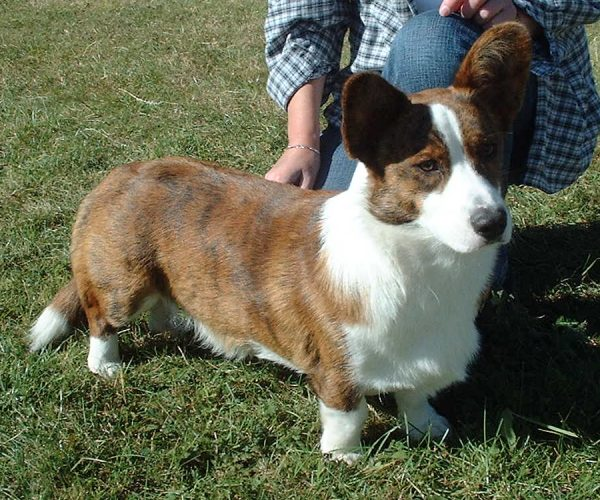
ウェルシュ・コーギー・カーディガン

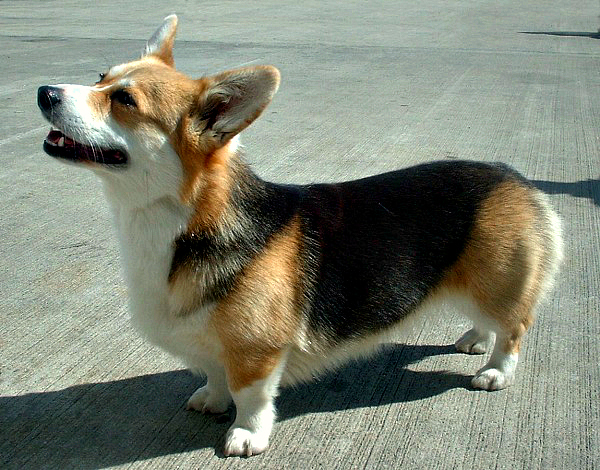
ウェルシュ・コーギー・ペンブローク

ウェルシュ・コーギー（英語: Welsh Corgi）は、犬の品種（犬種）。ウェルシュ・コルギーとも。
起源は曖昧な部分が多いが、数百年もの間、ウエールズの牧畜において関与してきた。「ヤード・ロング・ドッグ」という別称があり、体長がほぼ40インチ（ウェールズの1ヤードに相当）であることを意味する。

## 概要
平均的なウェルシュ・コーギーは体高が約25 - 30cmで、体重は約7 - 15kgである（個体によってバラつきがある）。もともと牧羊犬で羊や牛を追うために開発されており、活発で頭がいいとされる。同伴動物として適していると同時に、シープドッグ・トライアル（羊追い競技）やアジリティ・トライアル（障害競技）にも適している。
この名で呼ばれる犬種には、ウェルシュ・コーギー・カーディガン（Cardigan）、ウェルシュ・コーギー・ペンブローク（Pembroke）の2つがある。両者は同じイギリス西部のウェールズの原産で、形態・用途も似ているが、それぞれ独自に開発された犬種である。
カーディガンは比較的大きく、丸くなった大きめの耳と狼のような流れた尾が特徴。ペンブロークは丸くなったとがった耳といくぶん低めの姿勢が特徴。
1925年から1934年まで、この2種類のコーギーは同一犬種とされ、互いの間で交配が盛んにおこなわれた。1935年にアメリカのケネルクラブがカーディガンとペンブロークを別々の犬種に分類した。
2000年ごろに人気犬種となったウェルシュ・コーギーは、ペンブロークの方である。イギリス女王エリザベス2世が飼っているものもウェルシュ・コーギー・ペンブロークである。
個体によっては10歳前後から、変性性脊髄症（Degenerative Myelopathy、DM）を発症する場合がある。原因不明で適切な治療方法は判明しておらず、発症から約3年で死に至る。